# Семь Ключей (Железнодорожный район)
Семь Ключе́й (бывший посёлок Семь Ключей) — жилой район (микрорайон) в Железнодорожном административном районе Екатеринбурга.
Расположен на северо-западной окраине города. С юга и востока граничит с жилым районом Сортировка, с запада — с Транссибирской магистралью, с севера — с лесопарковым массивом. Застраивался в 1930-70-е года одноэтажными частными жилыми домами, в том числе в 1957-58 - квартал по ул. Акулова-Планеристов. В посёлке Семь Ключей располагаются детская городская больница № 9 (с 1985), туберкулезный санаторий, железнодорожная больница № 63. На 2000 год население посёлка составляла 2800 человек (1200 частных дворов).

## Примечательные здания
- Детская общегородская клиническая больница № 9;
- Средняя общеобразовательная школа № 127.

## Транспорт

### Наземный общественный транспорт
- Остановка «Семь Ключей»:

Автобус: № 57, 57a;
Маршрутное такси: № 73, 06, 014, 021.
- Остановка «Семь Ключей»:

Трамвай: № 7, 10,13, 24.

### Ближайшие станции метро
Действующих станций метро поблизости нет. Линий метро проводить в район не запланировано.